# Eliakim Hastings Moore
Pour les articles homonymes, voir Moore.
En particulier, ne doit pas être confondu avec les mathématiciens américains Edward F. Moore et John Coleman Moore
Eliakim Hastings Moore, né le 26 janvier 1862 et mort le 30 décembre 1932, est un mathématicien américain.

## Biographie
Moore, fils d'un pasteur méthodiste, découvrit les mathématiques lors d'un job d'été à l'observatoire de Cincinnati. Il les étudia ensuite à l'université Yale, où il fut membre de la société secrète Skull and Bones et obtint un diplôme de premier cycle en 1883 et un doctorat en 1885, avec une thèse dirigée par Hubert Anson Newton et consistant à étendre certains théorèmes de Clifford et Cayley. Newton conseilla à Moore de parfaire ses études dans l’Empire allemand (comme beaucoup d'Américains de cette époque), si bien qu'il passa un an à l'université de Berlin, où il assista aux cours de Kronecker et de Weierstrass.
De retour aux États-Unis, Moore enseigna à Yale et à l'université Northwestern. Quand l'université de Chicago ouvrit ses portes en 1892, il fut le premier directeur de son département de mathématiques (le deuxième département de mathématiques orienté recherche dans l'histoire américaine, après celui de l'université Johns-Hopkins), poste qu'il occupa jusqu'à sa mort en 1931. Ses deux premiers collègues furent Oskar Bolza et Heinrich Maschke.

## Œuvre
Moore travailla d'abord en algèbre générale, démontrant au passage, en 1893, que tout corps fini est caractérisé par son cardinal. Vers 1900, il commença à travailler sur les fondements de la géométrie. Il en reformula les axiomes de Hilbert de telle sorte que seuls les points restent des notions primitives (en), mais plus les droites et plans. En 1902, il montra que l'un des axiomes de Hilbert était redondant. Les travaux d'E. H. Moore sur l'axiomatisation sont considérés comme l'un des points de départ des métamathématiques et de la théorie des modèles. Après 1906, il s'orienta vers les fondements de l'analyse. Le concept d'opérateur de clôture apparut en 1910 dans son Introduction to a form of general analysis,. Il publia aussi en géométrie algébrique, en théorie des nombres, et en théorie des équations intégrales.
À Chicago, Moore encadra trente et une thèses, dont celles de George Birkhoff, Leonard Eugene Dickson, Robert Lee Moore (sans lien de parenté) et Oswald Veblen. Par la suite, Birkhoff et Veblen fondèrent et dirigèrent des départements de premier ordre à Harvard et Princeton, respectivement. Dickson devint le premier grand spécialiste américain en algèbre et théorie des nombres. Robert Lee Moore fonda l'école américaine de topologie et la méthode qui porte son nom pour l'enseignement des mathématiques. En décembre 2012, le Mathematics Genealogy Project répertoriait 16 982 « descendants » d'E. H. Moore.
Moore persuada la New York Mathematical Society de prendre comme nouveau nom American Mathematical Society (AMS), et en dirigea l'antenne de Chicago. Il fut président de l'AMS en 1901–02 et éditeur des Transactions of the American Mathematical Society de 1899 à 1907. Il fut élu membre de l'Académie nationale des sciences, de l’Académie américaine des arts et des sciences et de la Société américaine de philosophie.
L'AMS a créé le prix Moore en son honneur en 2002.